# Mi gente
Mi gente (spanisch etwa „Meine Leute“) ist ein Lied des kolumbianischen Sängers José Balvin in Zusammenarbeit mit dem französischen Sänger und Produzenten Willy William. Die Veröffentlichung erfolgte am 30. Juni 2017 über die Plattenlabel Scorpio Music und B1 Recordings, einem Joint Venture mit dem Major-Label Universal Latin. Mi gente ist ein Rework des Liedes Voodoo Song von Willy William, das wenige Monate zuvor erschien. Am 29. September 2017 veröffentlichten Balvin und William einen Remix des Liedes, der in Zusammenarbeit mit der US-amerikanischen Sängerin Beyoncé entstand.

## Hintergrund
Das originale Lied Voodoo Song von Willy William entstand im Winter 2016/2017 und orientiert sich an einem klassischen Dancehall-Beat und einem digital bearbeiteten Vocal-Loop. Die Hauptmelodie des Voodoo Songs basiert auf einem Sample des Liedes Heila Duila Nach von Akassh. Balvin bekam das Lied bereits im Januar 2017 von einem gemeinsamen Freund mit William zugeschickt. Balvin kontaktierte William daraufhin, mit der Intention ihre Zielgruppen zu kombinieren und zu teilen. Zudem hatte zu jenem Zeitpunkt keiner der Künstler einen festen Namen im englischsprachigen Raum, womit in dem Fall, dass sich das Lied zu einem Erfolg entwickelte, keiner der Künstler selber, sondern der Stil den ausschlaggebenden Grund darstellen würde.
Im Frühjahr 2017 trafen sich Balvin und William in Miami, um das Rework zu schreiben und aufzuzeichnen. William berichtete in einem Buzzfeed-Interview über die gemeinsame Studiosession:

„Er fügte dem Song seine und ich fügte ihm meine Stimmung bei; er half mir, einige spanische Texte zu schreiben, und ich half ihm Ideen für Melodien zu entwickeln. Es ist wirklich schwierig für einen französischen Kerl, sich in dem US-Markt zu etablieren, aber [‘Mi Gente’] vereinigt eben diesen französischen Kerl, der auf Spanisch singt, mit einem kolumbianischen Kerl, gemeinsam auf einem gewaltigen Dance-Track, und zusammen sind wir Teil der US-Charts.“

Neben J Balvin und Willy William wirkte auch ein weiteres Team am Songwriting mit. Es bestand aus DJ Assad alias Adam Ashadally, Andrés David Restrepo und Mohombi Nzasi Moupondo. Die Hauptveröffentlichung übernahmen Wolfgang Boss’ Plattenlabel B1 Recordings, das Label des Originals, Scorpio Music sowie Universal Latin. Die Dynasty Publishing Group, die Kobalt Music Group, La Clique Music sowie der Roba Music Verlag agierten als weitere Verlage.
Zu dem Release des gemeinsamen Remixes mit Beyoncé, gab diese bekannt, dass sie ihren Erlös aus dem Lied an eine Hurrikan-Hilfsorganisationen für Puerto Rico, Mexiko und weitere betroffenen Karibikinseln spenden wolle. Ebenfalls erschien Ende 2017 eine englischsprachige Version des Liedes, produziert vom jamaikanischen Rapper Sean Paul unter dem Titel Volcano.

### Artwork
Das Artwork basiert auf der Schlussszene des Musikvideos. Balvin ist mit verschränkten Armen zu sehen, William zeigt auf die Kamera. Das Ganze ist in Form einer Wandmalerei dargestellt, die ähnlich wie das Musikvideo mit vielen Farben und exotischen Aspekten, wie Flamingos, Pflanzen und Papageien gestaltet ist. Der Liedtitel ist vor den Künstlern niedergeschrieben, während auf die Interpretennamen verzichtet wurde.

## Musikalisches und Inhalt
Das Lied basiert auf einem 4/4-Takt und das Tempo liegt bei 104 bpm. Geschrieben wurde das Ganze in der Tonart B-Dur. Eingeleitet wird der Track durch die Hauptmelodie, die sich durch das gesamte Lied zieht. J Balvin absolviert den ersten Teil des Liedes in einer Mischung aus Rap und Gesang. Bevor es zu einem Refrain kommt, wird der Fokus von den Vocals abgewandt und die Hauptmelodie rückt in den Vordergrund. Des Weiteren ändert sich der Beat. Nach dem Hauptteil beginnt Willy Williams Teil, der ebenfalls eine Schnittschnelle zwischen Rap und Gesang darstellt. Dann ist der Refrain des Tracks zu hören, gefolgt vom Drop. Eine dritte Strophe geht diesem nach, gesungen von Balvin. Sowohl ein letzter Refrain als auch ein letzter Drop schließen das Lied ab.
In dem Lied erklärt das „lyrische Ich“, dass die gesamte Welt allein durch einen Rhythmus geprägt werden kann und dass es nicht darauf ankommt, wo man herkommt. Des Weiteren mache die Musik die unterschiedlichen Leute zu einer einzigen Familie.
| „¿Y dónde está mi gente? Mais fais bouger la tête ¿Y dónde está mi gente? Say yeah, yeah, yeah ¡Un, dos, tres, leggo! (ay, di que sí)“ – Refrain, Originalauszug | „Und wo sind meine Leute? Aber beweg den Kopf Und wo sind meine Leute? Sag ja, ja ja 1, 2, 3, los geht’s! (ey, sag ja!)“ – Refrain, Übersetzung |

## Kritiken
Das Lied erhielt überwiegend positives Feedback. Tim Tabens, Autor des Online-Magazins Dance-Charts, lobte den Song für seine vielseitigen und unterschiedlichen Faktoren, auf denen er unterschiedliche Zielgruppen anspreche. Entsprechend wurde Mi gente auch ein hohes Hitpotential zugesprochen. Er schrieb:

„Die Single sorgt bereits beim ersten Mal Hören für einen Ohrwurm. Der Song passt sich im Gesamtkonzept dem aktuellen Chartthema an. Die Beats von Willy William klingen sehr modern und treibend. In Kombination mit J Balvin hebt sich ‚Mi Gente‘ ab und sticht heraus. Die Beats sind eher schlicht gehalten, aber dennoch unverkennbar. In ein spezielles Genre des EDM sind diese nur schwer einzuordnen. ‚Mi Gente‘ spricht sowohl die Club-Szene als auch das kommerzielle Geschehen an. Was J Balvin und Willy Williams hier gelungen ist, kann könnte durchaus Erfolg haben. Bis auf welchen Platz es der Track letztlich schafft, werden die nächsten Wochen zeigen.“

## Kommerzieller Erfolg

### Chartplatzierungen
Mi gente entwickelte sich schnell zu einem weltweiten Erfolg. Im Laufe des Sommers konnte sich das Lied auch in einer Reihe europäischer Länder in den obersten fünf Rängen platzieren. Darunter waren Platz drei in Deutschland, Platz fünf in Österreich und Platz vier in der Schweiz. Dabei stieg das Lied in Deutschland beispielsweise auf Platz 97 ein und kletterte Woche um Woche weiter nach oben. Insbesondere den Einstieg in die US-amerikanischen Single-Charts hoben die beiden Musiker positiv hervor.
Mi gente wird von zahlreichen Musikern, Online-Magazinen und weiteren Quellen als Nachfolger des Liedes Despacito von Luis Fonsi und Daddy Yankee bezeichnet, das wenige Monate vorher erschienen war und sich auf ähnlichem Wege zu einem Welterfolg entwickelte. Parallelen werden dabei bei dem langsamen Aufstieg in den Single-Charts im Kontrast zu den rasant wachsenden Streaming-Zahlen und Musikvideo-Views gezeichnet. Des Weiteren sind beides spanischsprachige Lieder, die im Latin-Pop-Stil gestaltet wurden.
Auf der Streaming-Plattform Spotify war Mi gente das erste spanischsprachige Lied, das Platz eins der US-amerikanischen Charts des Portals erreichte. Insgesamt erreichte der Track binnen weniger Monate über 300 Millionen Streams.
Nach wenigen Wochen erreichte Mi Gente bereits in ersten Ländern Schallplattenstatus. So wurde es in Mexiko für über 120.000 verkaufte Einheiten mit Doppelplatin ausgezeichnet. Es folgten Auszeichnungen in weiteren Ländern.
| ChartsChartplatzierungen       | Höchstplatzierung | Wochen |
| ------------------------------ | ----------------- | ------ |
| Deutschland (GfK)              | 3 (49 Wo.)        | 49     |
| Österreich (Ö3)                | 4 (31 Wo.)        | 31     |
| Schweiz (IFPI)                 | 4 (37 Wo.)        | 37     |
| Vereinigte Staaten (Billboard) | 19 (30 Wo.)       | 30     |
| Vereinigtes Königreich (OCC)   | 5 (27 Wo.)        | 27     |

| ChartsJahrescharts (2017)      | Platzierung |
| ------------------------------ | ----------- |
| Deutschland (GfK)              | 15          |
| Österreich (Ö3)                | 22          |
| Schweiz (IFPI)                 | 41          |
| Vereinigte Staaten (Billboard) | 50          |
| Vereinigtes Königreich (OCC)   | 51          |

| ChartsJahrescharts (2018)      | Platzierung |
| ------------------------------ | ----------- |
| Deutschland (GfK)              | 90          |
| Vereinigte Staaten (Billboard) | 99          |

### Auszeichnungen für Musikverkäufe
Standard-Version

| Land/Region                  | Auszeichnungen für Musikverkäufe (Land/Region, Auszeichnung, Verkäufe) | Verkäufe  |
| ---------------------------- | ---------------------------------------------------------------------- | --------- |
| Belgien (BRMA)               | 2× Platin                                                              | 60.000    |
| Brasilien (PMB)              | 4× Diamant                                                             | 640.000   |
| Chile (IFPI)                 | Platin                                                                 | 80.000    |
| Dänemark (IFPI)              | Platin                                                                 | 90.000    |
| Deutschland (BVMI)           | Platin                                                                 | 400.000   |
| Ecuador (SOPROFON)           | 2× Diamant                                                             | 120.000   |
| Finnland (IFPI)              | Platin                                                                 | 40.000    |
| Frankreich (SNEP)            | Diamant                                                                | 233.333   |
| Italien (FIMI)               | 5× Platin                                                              | 250.000   |
| Kanada (MC)                  | Diamant                                                                | 800.000   |
| Kolumbien (ASINCOL)          | 2× Diamant                                                             | 400.000   |
| Mexiko (AMPROFON)            | 4× Diamant · + Gold                                                    | 1.230.000 |
| Neuseeland (RMNZ)            | 3× Platin                                                              | 90.000    |
| Norwegen (IFPI)              | Platin                                                                 | 40.000    |
| Österreich (IFPI)            | Gold                                                                   | 15.000    |
| Peru (UNIMPRO)               | 2× Diamant                                                             | 120.000   |
| Polen (ZPAV)                 | 4× Platin                                                              | 200.000   |
| Portugal (AFP)               | 2× Platin                                                              | 20.000    |
| Schweden (IFPI)              | 3× Platin                                                              | 120.000   |
| Schweiz (IFPI)               | Platin                                                                 | 20.000    |
| Spanien (Promusicae)         | 4× Platin                                                              | 160.000   |
| Venezuela (APFV)             | 5× Platin                                                              | 50.000    |
| Vereinigtes Königreich (BPI) | 2× Platin                                                              | 1.200.000 |
| Insgesamt                    | 2× Gold · 36× Platin · 16× Diamant ·                                   | 6.378.333 |

Hauptartikel: J Balvin/Auszeichnungen für Musikverkäufe
Remix

| Land/Region               | Auszeichnungen für Musikverkäufe (Land/Region, Auszeichnung, Verkäufe) | Verkäufe  |
| ------------------------- | ---------------------------------------------------------------------- | --------- |
| Australien (ARIA)         | 5× Platin                                                              | 350.000   |
| Dänemark (IFPI)           | Gold                                                                   | 45.000    |
| Frankreich (SNEP)         | Gold                                                                   | 100.000   |
| Neuseeland (RMNZ)         | Gold                                                                   | 15.000    |
| Portugal (AFP)            | Gold                                                                   | 5.000     |
| Spanien (Promusicae)      | Gold                                                                   | 20.000    |
| Vereinigte Staaten (RIAA) | 6+8× Platin                                                            | 4.080.000 |
| Insgesamt                 | 5× Gold · 13× Platin · 6× Diamant ·                                    | 4.615.000 |

Hauptartikel: J Balvin/Auszeichnungen für Musikverkäufe

## Musikvideo

### Hintergrund und Wissenswertes
Das offizielle Musikvideo wurde am 29. Juni 2017, einen Tag vor Single-Release auf J Balvins YouTube-Kanal veröffentlicht. Es ist drei Minuten und fünf Sekunden lang. Regie führte 36 Grados. Im Musikvideos kommt es zu zahlreichen Gastauftritten, darunter des italienischen Millionärs Gianluca Vacchi, der im Vorjahr durch ähnliche Auftritte auf mehreren Internetplattformen bekannt wurde.
Das offizielle Musikvideo erreichte binnen 47 Tagen über 400 Millionen Aufrufe. Zudem wurde es mehrere Millionen Mal positiv bewertet. Mit dieser Statistik ist es das spanischsprachige Musikvideo, das diese YouTube-Höchstmarke am schnellsten erreichte. Despacito besetzte diesen Platz mit 51 Tagen vor Mi gente. Des Weiteren war es bis zu jenem Zeitpunkt das Musikvideo, das nach Hello von Adele und Shape of You von Ed Sheeran am schnellsten die 400-Millionen-Grenze erreichte.

### Thematik
Das Musikvideo wird als ein Ausflug durch Farbe und Tanz beschrieben. Währenddessen werden Aufnahmen von Menschen aus allen Ecken der Welt gezeigt, die zu dem Lied tanzen, was vermitteln will, dass Musik vereinen soll. In diesem Kontext sagt J Balvin zu Beginn des Musikvideos: „Meine Musik differenziert zwischen niemanden, also lasst uns beginnen.“ Sowohl Balvin als auch William treten im Video auf.

## Veröffentlichung

### Digitale Single
Als digitale Single erschien der Track am 30. Juni 2017. Sie umfasst lediglich den Einzeltrack. Eine CD-Single-Veröffentlichung folgte in den meisten Ländern nicht.

### Remixe und Coverversionen
Bevor die Veröffentlichung eine offizielle Remix-EP angepeilt wurde, erschienen online mehrere Bootlegs und inoffizielle Remix-Versionen, die für starke Popularität sorgten. Auch Coverversionen wurden veröffentlicht, so unter anderem eine englischsprachige Version von Anth und Conor Maynard sowie eine von The Hustle als Einzeltracks. Ein offizieller Remix gemeinsam mit Pitbull und Songwriter Mohombi, dessen Refrain ebenfalls ins Englische übersetzt wurde, erschien nicht, wie eigentlich angekündigt, als Single.

### Offizielle Remix-Singles
Am 10. November 2017 erschienen eine Reihe an offiziellen Remixen als Einzeltracks in den Streaming- und Downloadportalen. Beigesteuert wurden diese von 4B, Aazar, Steve Aoki, Alesso, F4lz & Velza Loudness, Henry Fong, Dillon Francis, Cedric Gervais, Hardwell & Quintino, Hugel, Sunnery James & Ryan Marciano, Busta K, und Moska. Alle vertreten unterschiedliche Musikstile und erreichten auf Spotify zwischen 100 Tausend und 5 Millionen Klicks.
- 4B Remix

1. Mi gente (4B Remix) – 2:21

- Aazar Remix

1. Mi gente (Aazar Remix) – 3:20

- Steve Aoki Remix

1. Mi gente (Steve Aoki Remix) – 3:58

- Alesso Remix

1. Mi gente (Alesso Remix) – 3:34

- F4lz & Velza Loudness Remix

1. Mi gente (F4lz & Velza Loudness Remix) – 3:32

- Henry Fong Remix

1. Mi gente (Henry Fong Remix) – 3:37

- Dillon Francis Remix

1. Mi gente (Dillon Francis Remix) – 3:25

- Cedric Gervais Remix

1. Mi gente (Cedric Gervais Remix) – 4:30

- Hardwell & Quintino Remix

1. Mi gente (Hardwell & Quintino Remix) – 2:24

- Hugel Remix

1. Mi gente (Hugel Remix) – 3:30

- Sunnery James & Ryan Marciano Remix

1. Mi gente (Sunnery James & Ryan Marciano Remix) – 3:58

- Busta K Remix

1. Mi gente (Busta K Remix) – 3:04

- Moska Remix

1. Mi gente (Moska Remix) – 4:49